# Spoorlijn Duisburg-Wedau - Oberhausen-Osterfeld Süd
De spoorlijn Duisburg-Wedau - Oberhausen-Osterfeld Süd is een spoorlijn in de Duitse deelstaat Noordrijn-Westfalen. Het traject is als lijn DB 2320 onder beheer van DB Netze.

## Geschiedenis
Het traject werd door de Rheinische Eisenbahn-Gesellschaft geopend op 1 juli 1879. Sinds 2000 is de lijn tussen Hochfeld Süd en Duisburg Hbf opgebroken. Treinen maken daar gebruik van de parallelle lijn DB 2326.

## Treindiensten
De lijn is alleen in gebruik voor het vervoer van goederen. Over de parallelle lijn Duisburg-Bissingheim - Duisburg Hauptbahnhof rijdt de volgende treindienst:
| Serie | Treinsoort                  | Route                                                                     | Bijzonderheden |
| ----- | --------------------------- | ------------------------------------------------------------------------- | -------------- |
| RB 37 | Regionalbahn (DB Regio NRW) | Duisburg Hbf – Duisburg-Wedau – Duisburg-Bissingheim – Duisburg-Entenfang | Der Wedauer    |

## Aansluitingen
In de volgende plaatsen is of was er een aansluiting op de volgende spoorlijnen:
Duisburg-Wedau
DB 2321, spoorlijn tussen Duisburg-Wedau en Oberhausen West
DB 2322, spoorlijn tussen Duisburg-Wedau en Duisburg-Hochfeld Süd
DB 2324, spoorlijn tussen Mülheim-Speldorf en Niederlahnstein
DB 2326, spoorlijn tussen Duisburg-Bissingheim en Duisburg Hauptbahnhof
DB 2329, spoorlijn tussen Duisburg-Wedau en Duisburg-Entenfang
Duisburg Hochfeld Süd Vorbahnhof
DB 2315, spoorlijn tussen Duisburg Hochfeld Süd en Duisburg-Wanheim
DB 2323, spoorlijn tussen Duisburg-Hochfeld Süd en aansluiting Sigle
DB 2326, spoorlijn tussen Duisburg-Bissingheim en Duisburg Hbf
DB 2505, spoorlijn tussen Krefeld en Bochum
Duisburg Hauptbahnhof
DB 1, spoorlijn tussen Duisburg Hauptbahnhof en Duisburg Innenhafen Süd
DB 2184, spoorlijn tussen Mülheim-Styrum en Duisburg
DB 2290, spoorlijn tussen Mülheim-Styrum en Duisburg
DB 2310, spoorlijn tussen Duisburg-Großenbaum en Duisburg Hauptbahnhof
DB 2311, spoorlijn tussen Duisburg-Hochfeld Süd en Duisburg Hauptbahnhof
DB 2312, spoorlijn tussen Duisburg-Hochfeld Süd en Duisburg Hauptbahnhof
DB 2326, spoorlijn tussen Duisburg-Bissingheim en Duisburg Hauptbahnhof
DB 2650, spoorlijn tussen Keulen en Hamm
DB 2670, spoorlijn tussen Keulen en Duisburg
aansluiting Duissern
DB 2319, spoorlijn tussen aansluiting Duissern en aansluiting Kaiserberg
aansluiting Sigle
DB 2316, spoorlijn tussen aansluiting Sigle en Duisburg Hafen
DB 2321, spoorlijn tussen Duisburg-Wedau en Oberhausen West
DB 2323, spoorlijn tussen Duisburg-Hochfeld Süd en aansluiting Sigle
aansluiting Ruhrtal
DB 2307, spoorlijn tussen aansluiting Ruhrtal en Duisburg-Ruhrort Hafen
DB 2318, spoorlijn tussen aansluiting Kaiserberg en aansluiting Ruhrtal
Oberhausen West
DB 2281, spoorlijn tussen Oberhausen West en Oberhausen Hbf Obo
DB 2283, spoorlijn tussen Oberhausen Hbf en Oberhausen West
DB 2302, spoorlijn tussen Duisburg-Ruhrort Hafen en Oberhausen West
DB 2304, spoorlijn tussen Duisburg-Meiderich Ost en Oberhausen West
DB 2327, spoorlijn tussen Duisburg-Ruhrort Hafen en Oberhausen Walzwerk
DB 2331, spoorlijn tussen Moers Meerbeck en Oberhausen Walzwerk
aansluiting Walzwerk
DB 2280, spoorlijn tussen Oberhausen Walzwerk en Essen West
DB 2331, spoorlijn tussen Moers Meerbeck en Oberhausen Walzwerk
Oberhausen-Osterfeld Süd
DB 18, spoorlijn tussen Osterfeld en Sterkrade
DB 2206, spoorlijn tussen Wanne-Eickel en Duisburg-Ruhrort
DB 2246, spoorlijn tussen aansluiting Hugo en Oberhausen-Osterfeld Süd
DB 2250, spoorlijn tussen Oberhausen-Osterfeld Süd en Hamm
DB 2253, spoorlijn tussen Essen-Katernberg Nord en Oberhausen-Osterfeld Süd

## Elektrische tractie
Het traject werd tussen 1966 en 1972 geëlektrificeerd met een wisselspanning van 15.000 volt 16⅔ Hz.